# Kathleen Lloyd
Kathleen Lloyd, nome d'arte di Kathleen Gackle; talvolta accreditata come Kathy Gackle o Kathy Lloyd (Santa Clara, 13 settembre 1948), è un'attrice statunitense, attiva in cinema e televisione fra il 1970 e il 2003.

## Biografia
Conosciuta soprattutto per la sua partecipazione al film western del 1976 Missouri, di Arthur Penn, girato accanto a Marlon Brando e Jack Nicholson, è apparsa in oltre ottanta produzioni, principalmente televisive.
In particolare ha ricoperto fra il 1983 ed il 1988 il ruolo dell'avvocato Carol Baldwin nella serie televisiva Magnum, P.I..
Nelle distribuzioni per l'Italia è stata doppiata da Ludovica Modugno.

## Filmografia parziale

### Cinema
- Missouri (The Missouri Breaks), regia di Arthur Penn (1976)
- La macchina nera (The Car), regia di Elliot Silverstein (1977)
- Coppia di regine (Lacy and the Mississippi Queen), regia di Robert Butler (1978)
- It Lives Again, regia di Larry Cohen (1978)
- Best Seller, regia di John Flynn (1987)

### Televisione
- L'incredibile Hulk (The Incredible Hulk) – serie TV, episodio 3x23 (1980)
- La storia di Jayne Mansfield (The Jayne Mansfield Story), regia di Dick Lowry – film TV (1980)
- Hill Street giorno e notte (Hill Street Blues) – serie TV (1982-1983)
- Airwolf – serie TV, episodio 1x12 (1984)
- Magnum, P.I. – serie TV, 20 episodi (1983-1988)
- Ai confini della realtà (The Twilight Zone) – serie TV, episodio 1x36 (1986)
- Storie incredibili (Amazing Stories) – serie TV, episodio 1x18 (1986)
- The Practice - Professione avvocati (The Practice) – serie TV (1999-2000)
- Settimo cielo (7th Heaven) – serie TV (2003-2004)